# Logan County (Kentucky)
Logan County is een county in de Amerikaanse staat Kentucky.
De county heeft een landoppervlakte van 1.439 km² en telt 26.573 inwoners (volkstelling 2000). De hoofdplaats is Russellville.

## Bevolkingsontwikkeling

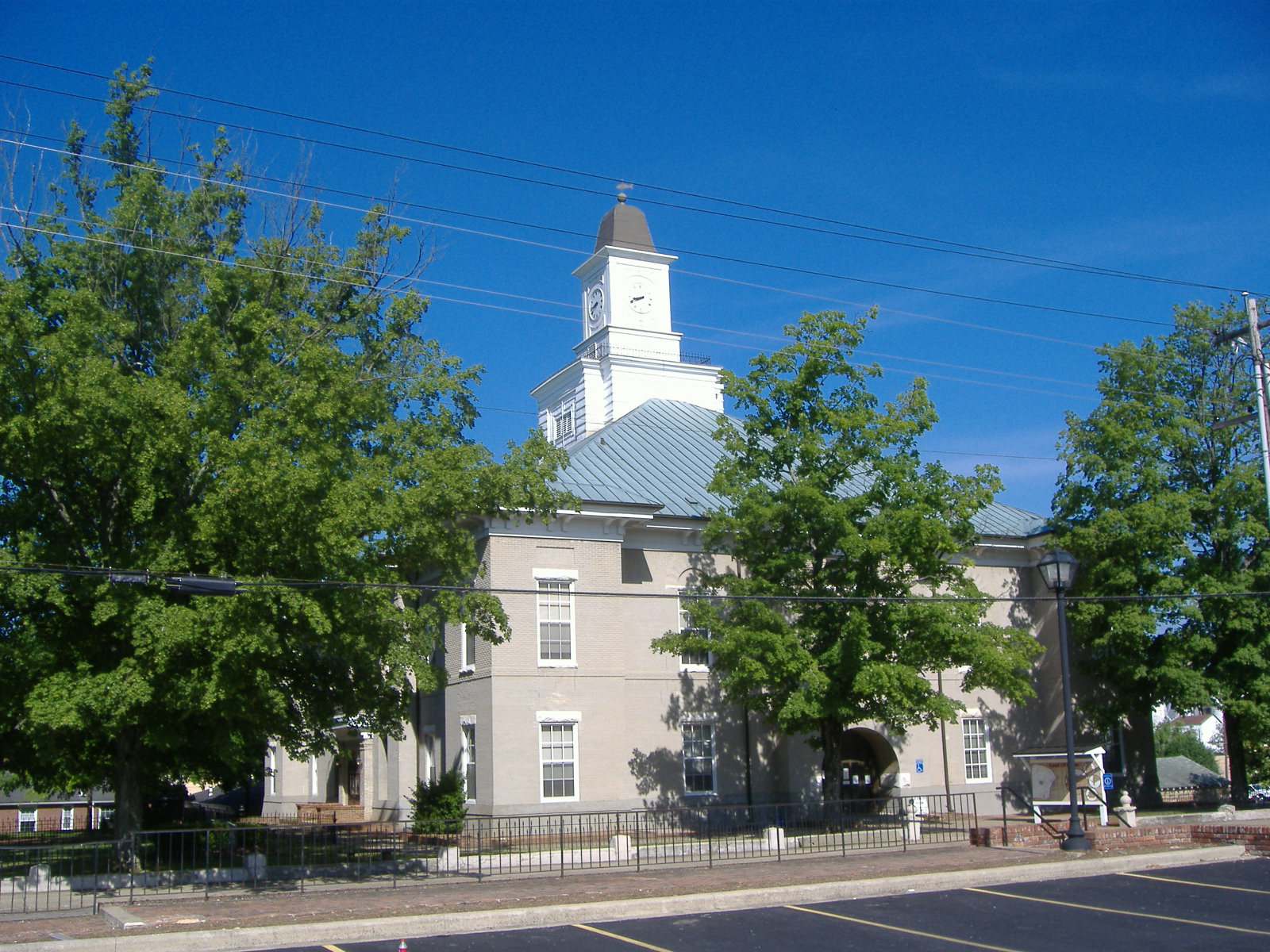
Logan County Courthouse